# Scènes de la vie d'un propre à rien
Scènes de la vie d'un propre à rien (titre original : Aus dem Leben eines Taugenichts) est un roman court de Joseph von Eichendorff écrit entre 1822 et 1823 et publié en 1826. 

## Adaptations
Le film Scènes de la vie d'un propre à rien a été librement adapté du roman en 1973, sous la réalisation de Celino Bleiweiß pour la DEFA, avec Dean Reed dans le rôle du vaurien. 
En 1978, Bernhard Sinkel a réalisé une version collant au plus près au roman, avec Jacques Breuer dans le rôle principal. En tant que télé-production, cette version a été diffusée de nombreuses fois par ZDF.